# 샤인다운
샤인다운(Shinedown)은 미국 플로리다주 잭슨빌 출신 록 밴드이다.

## 역사
샤인다운은 2002년 브렌트 스미스, 제이슨 토드, 브래드 스튜어트, 배리 커치의 멤버로 결성되었다. 같은 해에 애틀랜틱 레코드와 계약을 맺고, 2003년에 데뷔 음반 《Leave a Whisper》를 발매하였다. 이 음반에서는 네 곡이 싱글로 발매되었으며, 네 싱글 모두 메인스트림 록 차트 10위 안에 드는데에 성공하였다. 이 음반은 2004년 6월 15일 보너스 트랙이 포함된 버전으로 재발매되기도 하였다. 2005년 8월 23일에는 사우스캐롤라이나주의 하우스 오브 블루스에서 열렸던 라이브 콘서트 영상을 담은 DVD 《Live from the Inside》를 발표하였다.
2005년 10월 4일에는 두 번째 음반 《Us and Them》이 발매되었다. 첫 싱글 〈Save Me〉는 메인스트림 록 차트에서 1위를 12주간 유지하였으며, 2005년 WWE 노 머시의 테마곡으로 선정되기도 하였고, 다음 싱글 〈I Dare You〉는 메인스트림 록 차트 2위에 올랐다. 2006년 6월 6일 런던 아스토리아에서 열린 얼터 브리지의 공연을 서포팅하게 되면서 첫 해외 공연을 가졌다.

## 멤버
- 브렌트 스미스(Brent Smith) - 보컬
- 자크 마이어스(Zach Myers) - 기타
- 에릭 베이스(Eric Bass) - 베이스
- 배리 커치(Barry Kerch) - 드럼

### 이전 멤버
- 브래드 스튜어트(Brad Stewart) - 베이스
- 제이슨 토드(Jasin Todd) - 기타

## 음반 목록
- 《Leave a Whisper》(2003년)
- 《Us and Them》(2005년)
- 《The Sound of Madness》(2008년)
- 《Amaryllis》(2012년)
- 《Threat to Survival》(2015년)
- 《ATTENTION ATTENTION》(2018년)